# إنسان مينيسوتا الثلجي
إنسان مينيسوتا الثلجي هو مخلوق مزعوم يظهر بشكل كائن يشبه الإنسان وهو مجمد داخل كتلة من الجليد. تم عرضه في مراكز التسوق ومعارض الولايات والكرنفالات في الولايات المتحدة وكندا في الستينات وأوائل السبعينات وتم الترويج له باعتباره «الحلقة المفقودة» بين الإنسان والنياندرتال. وَرَد أنه تم بيعه على موقع إي باي في عام 2013 وعرض في أوستن، تكساس.

## الوصف
يوصف المخلوق بأنه ذكر ويشبه البشر، بطول 6 أقدام (~ 1.8 متر)، كثيف الشعر، له يدان وقدمين كبيرتين، شعره البني داكن بطول حوالي 3-4 بوصة (~ 9 سم)،  وأنف أفطس. يظهر أن أحد ذراعيه تعرضت لكسر وأن إحدى عينيه خرجت من محجرها، حيث قيل أن السبب هو رصاصة أصابت رأس المخلوق من الخلف. يرى علماء الحيوانات الخفية أن إنسان مينيسوتا الثلجي قد يكون إنسانا بدائيا أو بيغ فوت أو نياندراثال، إلا أن جمهور العلماء يؤكدون احتمالية أن يكون الأمر مجرد خدعة، ذلك أن إنسان النياندرتال انقرض قبل آلاف السنين.

## التاريخ
ذكر متعهد ومقدم العروض فرانك هانسن أن إنسان مينيسوتا الثلجي اكتشف في منطقة سيبيريا، وأنه كان المتعهد عليه لصالح مالك غائب وصفه هانسن بأنه «مليونير غريب الأطوار من كاليفورنيا». قام هانسن بإقامة الكرنفالات والجولات والمعارض مع جثة المخلوق، وتم احتجازه في إحدى المرات من قبل مسؤولي الجمارك الكنديين، الذين أعربوا عن قلقهم بأن هانسن قام بنقل جثة. قام علماء الحيوانات الخفية إيفان ساندرسون وبرنارد هوفلمانز بفحص جثة الإنسان الثلجي في منزل هانسن المتنقل في مينيسوتا، وذلك في خلال بحثهم عن أدلة على وجود بيج فوت في عام 1968، وخلصوا إلى أنه مخلوق حقيقي، قائلين أنهم وجدوا «أثر تعفن في الأماكن التي ذاب فيها الجليد عن اللحم».
في عام 1969، كتب هوفلمانز مقالا في مجلة علمية بلجيكية عن الإنسان الثلجي ورأى بأنه فصيلة جديدة تنتمي لإنسان النياندراثال ودعاه «هومو بونغويدس» Homo pongoides، ووضع نظرية بأن المخلوق على الأرجح قتل بطلق ناري في فيتنام خلال الحرب. أبلغ مكتب التحقيقات الفدرالي أن الكائن قد يكون إنسانا وضحية جريمة قتل، إلا أن الوكالة لم تحقق بالأمر، وربما يرجع ذلك لاعتقادهم أن الأمر خدعة.
أما ساندرسون، الذي كان محررا في المجلة العلمية أرجوسي، فكتب مقالا عن الإنسان الثلجي في عدد أبريل 1969 والذي ظهر تحت عنوان «هل هذا هو الحلقة المفقودة بين الإنسان والقردة؟» تحدث ساندرسون أيضا عن المخلوق في مقابلاته التلفزيونية، واتصل بعالم القردة العليا جون نابير، وطلب منه أن يحقق بالأمر تحت رعاية رسمية من مؤسسة سميثسونيان. قام هانسن لاحقا بسحب جثة الإنسان الثلجي من العرض العام، قائلا أن هذا تم بناء على أوامر من صاحبه الذي يقيم في كاليفورنيا. قدم هانسن لاحقا «إنسان ثلج» جديد لعرضه أمام الناس، والذي وصفه المراقبون بأنه نسخة صنعت من اللثى وكانت مختلفة بشكل واضح عن الأصلي.
قام نابير بتحقيقات أولية حول مزاعم هانسن بشأن المخلوق، وذلك بالتعاون مع مؤسسة سميثسونيان، حيث ذكر أنه تم تكليف هانسن بصنع الإنسان الثلجي من قبل شركة في الساحل الغربي عام 1967، ما حدى به ليستنتج أن هناك نسخة واحدة من المخلوق صنعت من اللثى، وافترض نابير أن هانسن قام بتغيير وضعيّته وإعادة تجميده بين العروض. ذكر نابير أن «مؤسسة سميثسونيان... مقتنعة بأن هذا المخلوق هو مجرد قطعة كرنفال مصنوعة من المطاط والشعر... وأن النموذج» الأصلي«و» البديل«هما في الحقيقة نفس النموذج».

## البيع
في فبراير 2013، ذكر أن إنسان مينسوتا الثلجي بيع في مزاد على موقع إي باي. وأدرج على العرض ما يلي: «هذه هي الحيلة الاستعراضية التي عرفت باسم» إنسان مينيسوتا الثلجي«والتي عرضها فرانك هانسن في الستينات. وهي خدعة فريدة من نوعها لفقها رجل عروض من منتصف القرن العشرين». وورد أنه تم شراؤها من رجل يدعى ستيف بوستي من أوستن، تكساس، وهو مالك «متحف غرائب» الذي قام بعرضه على العامة.

## الثقافة الشعبية
ورد إنسان مينيسوتا الثلجي في الحلقة السادسة من الموسم الرابع من برنامج شيبينغ وورز على محطة A & E.

## فراءات أخرى
- Neanderthal: The Strange Saga of the Minnesota Iceman. Bernard Heuvelmans, tr. Paul Leblond, afterword Loren Coleman. Anomalist Books, 2016.
- Searching for Sasquatch: Crackpots, Eggheads, and Cryptozoology. Brian Regal, Palgrave Macmillan, 2008.
- Mysterious America: The Ultimate Guide to the Nation's Weirdest Wonders, Strangest Spots, and Creepiest Creatures. Loren Coleman, Paraview Pocket Books, 2007.
- Bigfoot: The Sasquatch and Yeti in Myth and Reality. John Napier, Dodd, Mead, 1978.
- Bigfoot: The Life and Times of a Legend. Joshua Blu Buhs, University of Chicago Press|The University of Chicago Press, 2009

## وصلات خارجية
- The Mysterious Creature in Ice
- Defrosting The Minnesota Iceman
- Minnesota Iceman. The Cryptozoo.
- The Strange Story of the Minnesota Iceman. The UnMuseum. Lee Krystek (1996).
- The Abominable Snowman. Fortean Times [FT83], October 1995, pp. 83–37.
- May 1969 Argosy Magazine article